# Bousculade d'Antananarivo en 2019
La bousculade d'Antananarivo en 2019 est une bousculade survenue le 26 juin 2019 à Antananarivo, à Madagascar, avant un concert de Rossy au stade municipal de Mahamasina, lors de la fête nationale célébrant le 59e anniversaire de l'indépendance du pays. Le spectacle allait commencer quand des gens ont cru qu'ils pouvaient entrer dans le stade, ils ont commencé à pousser mais la police avait laissé fermées les portes. 16 personnes sont mortes et 101 autres ont été blessées.

## Contexte
Une bousculade s'était déjà produite dans ce stade en septembre 2018 lors de la rencontre de football opposant Madagascar au Sénégal, elle avait causé la mort d'une personne et une trentaine d'autres avaient été blessées.

## Bousculade
Les forces de sécurité ont ouvert les portes du stade municipal de Mahamasina pour permettre aux spectateurs d'entrer, ce qui a fait masser la foule à l'extérieur du stade. La police a ensuite fermé les portes et bloqué la foule, ce qui a provoqué un empilement. Selon le chef général de la gendarmerie nationale Richard Ravalomanana, la foule pensait que les portes étaient toujours ouvertes et ils ont essayé de forcer les portes, elles sont restées fermées mais la foule a continué à pousser. Le ministre de la Défense, le général Richard Rakotonirina, a cependant déclaré que les causes ayant provoqué la bousculade n'était pas claires.
La bousculade s'est produite alors que Madagascar célébrait le 59e anniversaire de son indépendance. Un défilé militaire a eu lieu plus tôt dans le stade, et le chef de l'État rwandais Paul Kagame a été invité en tant qu'invité d'honneur du président malgache Andry Rajoelina.

## Bilan
16 personnes sont mortes et 101 autres ont été blessées. Les morts et les blessés ont été transportés à l'hôpital Joseph Ravoahangy Andrianavalona.

## Réactions
Le président Andry Rajoelina, son épouse et d'autres responsables gouvernementaux ont rendu visite aux blessés de l'hôpital de la  ville pour présenter leurs condoléances après l'incident, et Andry Rajoelina a promis de payer les frais d'hospitalisation.